# Distrito de Le Blanc
El distrito de Le Blanc es un distrito (en francés arrondissement) de Francia, que se localiza en el departamento de Indre, de la región de Centro (en francés Centre). Cuenta con 6 cantones y 56 comunas.

## División territorial

### Cantones
Los cantones del distrito de Le Blanc son:
1. Cantón de Bélâbre
2. Cantón de Le Blanc
3. Cantón de Mézières-en-Brenne
4. Cantón de Saint-Benoît-du-Sault
5. Cantón de Saint-Gaultier
6. Cantón de Tournon-Saint-Martin

### Comunas
| 1. Azay-le-Ferron (36010)          | 2. Beaulieu (36015)               | 3. Le Blanc (36018)                   | 4. Bonneuil (36020)                |
| 5. Bélâbre (36016)                 | 6. Chaillac (36035)               | 7. Chalais (36036)                    | 8. Chazelet (36049)                |
| 9. Chitray (36051)                 | 10. La Châtre-Langlin (36047)     | 11. Ciron (36053)                     | 12. Concremiers (36058)            |
| 13. Douadic (36066)                | 14. Dunet (36067)                 | 15. Fontgombault (36076)              | 16. Ingrandes (36087)              |
| 17. Lignac (36094)                 | 18. Lingé (36096)                 | 19. Lurais (36104)                    | 20. Lureuil (36105)                |
| 21. Luzeret (36106)                | 22. Martizay (36113)              | 23. Mauvières (36114)                 | 24. Migné (36124)                  |
| 25. Mouhet (36134)                 | 26. Mérigny (36119)               | 27. Mézières-en-Brenne (36123)        | 28. Nuret-le-Ferron (36144)        |
| 29. Néons-sur-Creuse (36137)       | 30. Obterre (36145)               | 31. Oulches (36148)                   | 32. Parnac (36150)                 |
| 33. Paulnay (36153)                | 34. Pouligny-Saint-Pierre (36165) | 35. Preuilly-la-Ville (36167)         | 36. Prissac (36168)                |
| 37. Rivarennes (36172)             | 38. Rosnay (36173)                | 39. Roussines (36174)                 | 40. Ruffec (36176)                 |
| 41. Sacierges-Saint-Martin (36177) | 42. Saint-Aigny (36178)           | 43. Saint-Benoît-du-Sault (36182)     | 44. Saint-Civran (36187)           |
| 45. Saint-Gaultier (36192)         | 46. Saint-Gilles (36196)          | 47. Saint-Hilaire-sur-Benaize (36197) | 48. Saint-Michel-en-Brenne (36204) |
| 49. Sainte-Gemme (36193)           | 50. Saulnay (36212)               | 51. Sauzelles (36213)                 | 52. Thenay (36220)                 |
| 53. Tilly (36223)                  | 54. Tournon-Saint-Martin (36224)  | 55. Vigoux (36239)                    | 56. Villiers (36246)               |